# Laguna de Tagua Tagua

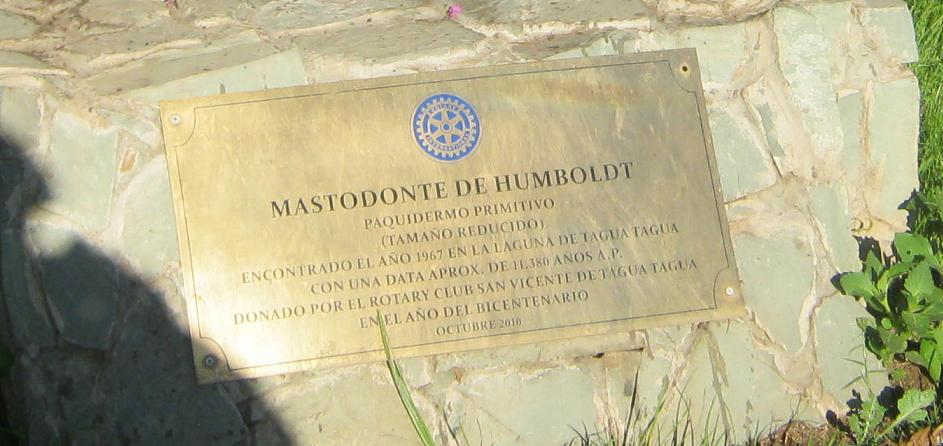
Placa conmemorativa del mastodonte de Humboldt.

La laguna de Tagua Tagua fue una laguna de Chile que se localizó en las cercanías de la ciudad de San Vicente de Tagua Tagua, Región de O'Higgins. Tras ser vaciada completamente en 1841, sus terrenos se convirtieron en yacimientos arqueológicos.

## Ubicación y descripción
La laguna se ubicaba a 8 km al sur de la comuna de San Vicente en el límite con la Hacienda El Tambo, al sur de la cuenca del estero Zamorano y estaba rodeada de cerros de entre 450 y 700 m s. n. m. que encerraban una muy particular depresión que solo tenía salida por un paso con un ancho de 2,5 km en su extremo noreste,: VI-19 conocido como «corredor de Cuchipuy», por el cual ingresaban las aguas del estero Zamorano.
La laguna se extendía de este a oeste, formando una figura elíptica, y su hoya medía unos 13 km de largo, de este a oeste, y 9 a 10 km de sur a norte. Con las lluvias de invierno, las aguas llegaban a abarcar hasta 31 km² de superficie, es decir, más de 3100 ha. Su profundidad promedio era de 5 metros, y en condiciones normales, cerca de sus orillas formaba playas de suaves pendientes.
La laguna estaba poblada por una abundante fauna de peces y aves, con una nutrida vegetación acuática costera. En el borde de la laguna, se desarrollaban especies de esteras enraizadas en formas de zócalos, que al fragmentarse originaban unas islas flotantes localmente denominadas chivines, que cubrían cerca de la mitad de la superficie de la laguna.

## Historia

### Prehistoria
La laguna de Tagua Tagua es el único yacimiento arqueológico en Chile que podría calificarse como paleoindio, siendo escenario del asentamiento de la segunda ocupación humana detectada en Chile. En este mismo sitio se encontraron vestigios de pueblos cazadores-recolectores que comprueba esta ocupación que data de 4180 años a. C.; otros hallazgos son osamentas de mastodontes, caballos y ciervos americanos, que junto a las herramientas descubiertas en el lugar dan cuenta que las inmediaciones de la laguna correspondieron a un sitio de caza y faenamiento de magafauna.

Hace 11380 años [a.P.] un pequeño grupo de hombres estaba sentado alrededor de una fogata a orillas de la laguna de Tagua Tagua. La jornada había sido propicia, pues habían logrado cercar y matar en la ribera fangosa del lago a un mastodonte joven. los habían descuerado con sus cuchillos de piedra y ahora lo asaban, ensartando en palos grandes trozos de carne. El fuego les daba calor en estos días fríos de las postrimerías del último período glaciar y un mastodonte no era presa que se cazaba todos los días.
Grete Mostny

En este lugar se habría verificado una muy antigua ocupación humana, la cual ha sido fechada por el método del radiocarbono entre 8 mil y 9500 años a. C. cazando megafauna relictual con una tecnología específica (las colas de pescado).
Las evidencias que ahí quedaron hablan de una playa de la antigua laguna, donde los cazadores acecharon y mataron mastodontes, caballos americanos y ciervos que se encontraban ahí bebiendo agua, entrampándolos en el borde pantanoso. Para este propósito los cazadores utilizaron grandes bloques de piedra que arrojaron a los animales y lanzas armadas con filosas puntas de cuarzo cristalino finamente tallada. Una vez muertos los animales, fueron faenados en el mismo lugar, extrayéndoseles la carne, la grasa y algunos huesos, para lo cual se utilizaron cuchillos y raederas talladas en piedra, así como piedras con filos naturales cortantes. Finalmente, los cazadores se llevaron las presas menos voluminosas a otro sitio, el cual por ahora se desconoce, pero que debió ser el campamento donde habitaba el resto de la familia.
En 1968, científicos del Museo Nacional de Historia Natural, realizan las primeras investigaciones, en la localidad conocida como La Laguna, distante a unos 12 kilómetros al sur poniente de la ciudad de San Vicente de Tagua-Tagua. Del resultado se obtuvieron herramientas de piedra, una cornamenta de cérvido, con pequeñas porciones de maxilar y mandíbula, y otros fragmentos craneanos, cuyos restos conservados de este la dentadura son suficientemente claros para demostrar su asignación a Hippocamelus bisulcus, es decir el huemul actual de Chile cordillerano; y restos de caballos americanos para la zona de la laguna. Esta evidencia viene aportada por los trabajos de Claudio Gay en 1848, al encontrar un molar inferior. También están las evidencias de artefactos de hueso (retocadores, compresores), elaborados en huesos de caballo del Período Arcaico de Chile.
Entre los anfibios predomina el leptodactílido, Caudiverbera caudiverbera, algunos ejemplares con tamaños gigantescos. Al someter estas piezas, al análisis de Carbono 14, éste determinó una data de 11.380 años antes del presente (1950, año tomado como presente). La investigación científica más reciente, realizada en esta misma localidad, fue hace poco más de una década.

### Socavón
En la desembocadura de la exlaguna de Tagua Tagua (San Vicente de Tagua Tagua), en un lugar llamado Socavón, se encontraron evidencias de una ocupación paleoindia. El sitio clásico Tagua Tagua es un campamento efímero de cazadores paleoindios; data del 11.320 AP (antes del presente) y muestra restos de fauna extinta como mastodonte y caballo americano, ciervo extinto, y fauna menor junto a instrumentos líticos. Los huesos de estos animales están quemados y tienen evidencias claras de corte no natural. Los habitantes de Tagua Tagua tenían una industria lítica (cuchillos, raederas, raspadores) que se proveía de materia prima local y no local. También fabricaban artefactos con huesos de distintos animales. La laguna continuó siendo ocupada en períodos posteriores, cuando la megafauna ya había desaparecido y la recolección vegetal, junto con la caza de fauna menor adquirieron mayor importancia.

### Mastodonte de Humboldt
El equipo de arqueólogos, con su paciente labor, logró rescatar, a escasa profundidad, restos óseos pertenecientes a mamíferos de la familia de los proboscidios; es decir, mastodontes,(Cuvieronius humboldti), los que fueron enviados al Museo de Historia Natural de París, y se ilustran en el Atlas de Gay de 1844. En 1868, Ignacio Domeyko hace una extensa descripción geológica del lugar, pues estima que la antigua laguna de Tagua-Tagua es la localidad donde hasta ese momento, con mayor abundancia se habían encontrado huesos de Mastodonte en Chile. Esta especie es la llamada Mastodonte de Humboldt,  paquidermo primitivo miembro de la familia de los Gomphotheridaes, ancestros de los actuales elefantes. En Chile, los Gomphotheriidae están representados por dos especies, asignadas a sendos géneros, Cuvieronius humboldti y Cordillerion hyodon, con registros limitados al sector central  y ausentes en Argentina.
Los restos posteriores han sido enviados al Museo Nacional de Historia Natural de Chile.

### Época precolombina
En la laguna eran característicos los chivines, islotes flotantes formados por una red tupida y firme de raíces fibrosas de las gramíneas y tan consistentes que hasta podrían resistir el peso de un caballo. Los chivines de Tagua Tagua eran de diferentes tamaños, algunos tan grandes y frondosos como para atraer por engaño, al tocar la orilla, al ganado mayor que llegaba a pastar a estos contornos. Y así viéronse bueyes embarcados en estos islotes navegantes.
En su ribera norte se encontraba una fortaleza, en el cerro La Muralla, probablemente incaica: un pucará.

### Época republicana
...Dejando de lado las lagunas de Aculeo y Pudaguel, da principio la famosa laguna de Tagua Tagua, ahí son mucho mayor las truchas que se crían, y en más abundancia, y en la caz de patos y otras aves no tiene comparación..
Alonso de Ovalle en su Histórica Relación del Reyno de Chile de 1646 

Consiste en islas flotantes que cubren casi la mitad de la laguna y que, según la dirección de los vientos, la recorren de norte a sur o de oriente a poniente. Las visité con cuidado y después de examinarlas y estudiarlas bien, no he encontrado en ellas más que grandes montones de restos vegetales como convulvulus, pomageton, ranunculus y sobre todo typha arundo, y otras gramíneas entrelazadas de mil maneras, y sobre las cuales varan otras plantas flotantes que pudriéndose, depositan una especie de tierra extremadamente fértil, que se va aumentando más y más por la destrucción de otros vegetales que nacen entre ellas; de modo que estas islas van creciendo poco a poco tanto en extensión como en espesor… Sobre estas islas llamadas chivín por los habitantes, ponen sus huevos pájaros tan notables por su número como por su variedad, los cisnes (cignus melancolyphus), los flamencos (phoenicopterus chilensis), los cheuques (platalea ajaja), las garzas, los alcedos, las fúlicas, los ibis y una infinidad de otras especies nuevas tanto para mí como para la ciencia…
 Claudio Gay, 1831 

En el camino vimos el lago de Taguatagua, célebre por sus islas flotantes que ha descrito Mr. Gay. Estas islas llegan a adquirir un espesor de seis pies, cuya mayor parte va sumergida. Según el lado de donde sople el viento, pasan de una a otra orilla del lago y llevan a veces de pasajeros caballos u otros animales...
Charles Darwin, 1834

## Desaparición
Alrededor del año 1833, don Javier Errázuriz Sotomayor concibió un proyecto de desagüe parcial de la laguna, la que no tenía desagüe natural, provocando inundaciones durante los años especialmente lluviosos. Los trabajos duraron cerca de 10 años. Es posible que un súbito aumento del nivel de las aguas habría hecho que éstas irrumpieran con fuerza en el túnel (34°27′50.47″S 71°10′0.35″O / -34.4640194, -71.1667639) que se estaba construyendo para tal efecto, el que incapaz de contener la crecida, fue deshecho por ella dejando libre paso a sus aguas y desecando la laguna. En la desembocadura de la ex laguna de Tagua Tagua, en un lugar llamado Socavón,  se encuentran evidencias de esta ocupación paleoindia.

Tiene este lago la particularidad de formarse en ella algunos pequeños bosques flotantes. Se cria en sus riberas cierta grama, cuyas raices son unos cortos i delgados filamentos fáciles de desprenderse, i desprendidos se unen muchas plantas en las aguas, cae sobre ellas el polvo que levantan los vientos, i sobre esta masa produce algunas yerbas, i aun la misma grama, hasta que con el tiempo toma tanto espesor que se crian arbustos en ella. Entran vacas a pasturar la yerba, i si da la casualidad de soplar algun vientecillo en estas circunstancias, se aleja de la orilla un buen trozo de la espresada masa, i corre de una parte a otra del lago segun el viento que la impele. Es estancia de los herederos de don Próspero de Elso, vecino de la ciudad de Santiago.
"Descripcion historico-jeográfica del Reino de Chile" Capítulo XII. Descripcion de la provincia de Colchagua.

Francisco Solano Asta-Buruaga y Cienfuegos escribió en 1899 en su obra póstuma Diccionario Geográfico de la República de Chile sobre el lugar:

Taguatagua (Laguna de).-—Se hallaba situada en el departamento de Caupolicán á seis ú ocho kilómetros hacia el S. de la aldea de su nombre y cerca de 15 hacia el SO. de la villa de Malloa. Se contenía este vasto y hermoso receptáculo de agua en una cuenca rodeada de medianas alturas de las ramificaciones orientales de la sierra al poniente del llano central que corre desde el extremo oeste de los cerros del Tambo en dirección al norte; véase Tambo de este departamento. Yacía de E. á O. formando una figura elíptica y se extendía, con el aumento de las lluvias de invierno, hasta abarcar sobre 31 kilómetros cuadrados ó más 3,100 hectáreas de superficie; su mayor profundidad alcanzaba á cinco metros y cerca de sus orillas en su condición ordinaria casi no bajaba de un metro. Rodeaban sus mismas orillas espesas manchas de totora (Typha angustifolia) y de otras plantas y hierbas palustres. Su superficie se veía poblada de diversas aves acuáticas y en sus aguas abundaban enormes y delicados pejerreyes (Atherina microlepidota). Era asimismo notable por las islillas flotantes llamadas chivines (de chivn, rebosar de lleno) que se formaban á las orillas de la laguna por las algas, gramas, confervas y otras plantas acuáticas que entretejían sus raíces y tomaban consistencia hasta soportar el peso de un animal vacuno, las cuales desprendidas de allí por la fuerza del viento iban á navegar por la superficie de aquella. Hoy su lecho ó fondo se halla convertido en feraces y productivas heredades, por haber sido vaciada enteramente, mediante un desagüe que se le abrió en 1841. En el tajo que se hizo para este fin, se encontraron cerca del borde de la laguna, á unos cinco ó seis metros de profundidad, dos esqueletos de mastodonte los que, como el hallado en el cerro del Chivato, prueban la existencia en Chile de estos animales antidiluvianos. El título es la duplicación de thagua, cáscaras, hollejos y también el nombre de una especie de polla de agua, común en tales lagunas (Fulica chilensis).
Francisco Astaburuaga

## Impacto cultural

### El Diablo de Tagua Tagua
La leyenda dice que el Diablo reside en el fondo de la Laguna desecada de Tagua Tagua protegido por 4 niveles. Según se dice, la Laguna de Tagua Tagua la secó el Diablo, según un pacto firmado con un vecino de la región. Para efectuar este trabajo, el diablo partió una montaña para que las aguas corrieran hacia el mar. Cuentan que bajo su fondo, hay una ciudad maravillosa que aflora en la Noche de San Juan. La ciudad es recorrida, en la citada noche, por un rey, el que acompañado de su corte, visita lo que antes fueran sus dominios. Los humanos que logran contemplar este desfile, pierden la vista.

### El Monstruo de la Laguna de Tagua Tagua
Es un acuático y cabezón ser de dos colas y con escamas como coraza, que se lleva hombres y ganado. Los campesinos de los contornos se organizan para darle caza y los nocturnos cazadores no lo atrapan porque es muy difícil.